# I Should Be So Lucky
«I Should Be So Lucky» es una canción interpretada por la cantante australiana  Kylie Minogue, incluida en su álbum debut de estudio Kylie (1988). La canción fue lanzada como el segundo sencillo del álbum el 29 de diciembre de 1987. Fue un éxito comercial, llegando al top 10 de la mayoría de las listas en las que entró y #1 en Reino Unido y Australia. El tema se convirtió en el sencillo más vendido de Australia en 1988 y fue llamado "Grabación del año" por la Japanese Phonographic Record Association.

## Historia y grabación
Después de su exitoso sencillo de debut The Loco-Motion en Australia, Minogue viajó a Londres para trabajar con Stock, Aitken and Waterman, un equipo británico de productores y compositores. Sabían poco sobre Kylie y habían olvidado que ella había llegado, como resultado, escribieron la canción "I Should Be So Lucky" en 40 minutos mientras Minogue esperaba fuera del estudio de grabación. Mike Stock escribió la canción en respuesta a lo que él había aprendido sobre Minogue antes de su llegada. Pensaba que aunque era una exitosa y talentosa estrella de telenovelas en Australia, debía tener algo malo y pensó que era desafortunada en el amor. Kylie grabó la canción en menos de una hora, lo que Stock atributó a su buen oído y habilidad para memorizar rápidamente. Después de terminada la sesión de grabación, Minogue regresó a Australia para continuar trabajando en su telenovela Neighbours.
"I Should Be So Lucky" es una canción de pop y hi-NRG con instrumentación de sintetizadores, teclados y guitarras. Se establece en el tiempo común y se mueve a un ritmo moderado de 116 latidos por minuto. La canción está escrita en la clave de Do mayor, una opción habitual para una canción pop. El rango vocal de Minogue abarca desde D4 a C5.

## Video musical
El video musical de la canción fue dirigido por Chris Langman y se filmó en diciembre de 1987 en los estudios de Channel 7 en Melbourne, Australia. El mismo muestra a Minogue caminando por su casa con imágenes suyas bailando con un fondo color pizarra intercalado con otras escenas, y presenta al público una imagen de Minogue como la estereotípica Girl Next Door, con imágenes suyas riendo y haciendo muecas a la cámara. 
Existe otra versión del video para promover por televisión en vivo. Esta versión muestra a Kylie manejando un auto con varios amigos por Sídney saludando a los transeúntes.
El video se estrenó en el Reino Unido en enero de 1988. La versión completa de I Should Be So Lucky aparece en el video musical comercializado en forma de múltiples VHS y DVD.

## Como parodia
El programa satírico Spitting Image hizo una parodia de "I Should Be So Lucky" en la cual Kylie es representada de como se le trajo a la vida de una forma similar a la vieja película Monstruo de Frankenstein de 1930. Los cambios de la acción entre el laboratorio de un apartamento similar a la del video original.

## Rendimiento en las listas y ventas
"I Should Be So Lucky" entró en las listas del Reino Unido el 9 de enero de 1988 en la posición número 90, antes de subir a la posición #1. Se mantuvo en la posición #1 por cinco semanas. La canción se transformó en la tercera más vendida del año con ventas de 672,568 copias vendidas sólo en UK. En Australia, la canción llegó a la posición #1 y se transformó en el sencillo más vendido de ese país en 1988. La canción también llegó a la posición más alta de las listas en Finlandia, Alemania, Eslovenia, Israel , Irlanda, Sudáfrica, Hong Kong, Suiza, Líbano y Japón. El 1989 la canción fue premiada como Grabación del año por la Japanese Phonographic Record Association.
"I Should Be So Lucky" se presentó moderadamente bien en Norteamérica. En los Estados Unidos la canción alcanzó la posición #28 en el Billboard Hot 100, transformándose en el primer top 40 que Minogue lanzó. La canción llegó a la décima posición en el Hot Dance Club Play y posición número 32 en la lista de Hot Dance Singles Sales. En Canadá la canción llegó a la posición #25 en la lista de los sencillos del país. En Suecia el sencillo vendió 20,781 de copias. El tema lideró además el ranking de sencillos de Europa y entró al top 10 del World Chart.

## Sencillos
7" Vinilo sencillo
1. «I Should Be So Lucky» – 3:24
2. «I Should Be So Lucky» (Instrumental) – 3:24

12" Vinilo sencillo
1. «I Should Be So Lucky» (Extended mix) – 6:08
2. «I Should Be So Lucky» (Instrumental) – 3:24

12" Remix
1. «I Should Be So Lucky» (Bicentennial remix) – 6:12
2. «I Should Be So Lucky» (Instrumental) – 3:24

Estados Unidos 12" Vinilo sencillo
1. «I Should Be So Lucky» (Extended mix) – 6:08
2. «I Should Be So Lucky» (Bicentennial remix) – 6:12
3. «I Should Be So Lucky» (Instrumental) – 3:24

iTunes Digital EP - Remixes
(No disponible en el tiempo original del lanzamiento. Lanzado por primera vez como parte de iTunes PWL archivo lanzado en 2009.)
1. «I Should Be So Lucky» (Extended Version)
2. «I Should Be So Lucky» (The Bicentennial Remix)
3. «I Should Be So Lucky» (7' Instrumental)
4. «I Should Be So Lucky» (7' Backing Track)
5. «I Should Be So Lucky» (12' Remix)
6. «I Should Be So Lucky» (12' Remix Instrumental)
7. «I Should Be So Lucky» (12' Remix Backing Track)

Otras versiones oficiales
1. «I Should Be So Lucky» (Fever2002 Tour Studio Version)

## Créditos
- Kylie Minogue - voz principal
- Dee Lewis, Mae McKenna - coros
- Mike Stock - coros, teclados
- Matt Aitken - guitarras, teclados
- Mark McGuire - ingeniería
- Pete Hammond - mezcla

## Posiciones en las listas
| Listas (1988)  | Máxima posición |
| -------------- | --------------- |
| Alemania       | 1               |
| Australia      | 1               |
| Austria        | 4               |
| Bélgica        | 4               |
| Dinamarca      | 5               |
| Eslovenia      | 1               |
| Estados Unidos | 4               |
| Finlandia      | 1               |
| Francia        | 4               |
| Grecia         | 2               |
| Hong Hong      | 1               |
| Israel         | 1               |
| Italia         | 6               |
| Japón          | 1               |
| Noruega        | 5               |
| Países Bajos   | 14              |
| Reino Unido    | 1               |
| Sudáfrica      | 1               |
| Suecia         | 13              |
| Suiza          | 1               |

## Presentaciones en vivo
- Disco in Dreams/The Hitman Roadshow
- Enjoy Yourself Tour
- Rhythm Of Love Tour
- Let's Get To It Tour
- Intimate and Live
- On A Night Like This Tour
- Kylie Fever Tour 2002
- Showgirl: The Greatest Hits Tour
- Showgirl: Homecoming Tour
- KylieX2008
- For You, For Me Tour
- An Audience With... Kylie

## Otras versiones
La popular comedia de televisión francés Sketch Show & Saunders hizo una parodia de "I Should Be So Lucky". En 1992, el cantante egipcio Simón, grabó un cover de la canción con nuevas letras en árabe titulado "Bahibak Aawy". En septiembre de 2007, una versión de "I Should Be So Lucky" apareció en el álbum Dolce Vita de la cantante española Soraya Arnelas. También ese año, el dúo japonés Mihimaru GT lanzó una versión rapera de la canción. En el 2008, Northern Kings grabó una versión rock de esta canción incluida en su segundo álbum Rethroned. Mas recientemente, el grupo surcoreano CLC, en el año 2016, grabó la versión K-POP de dicha canción, incluida en el álbum High Heels.

## En la cultura popular
La grabación de Kylie Minogue aparece en la película de 1989 Cookie.